# Johannisberg (Naabgebirge)
Der Johannisberg ist ein ost-west-streichender, bewaldeter Rücken auf dem Gebiet der Gemeinde Freudenberg. Er ist Teil des Naabgebirges. Der höchste Punkt des Johannisberges ist der Hirmerberg an seinem östlichen Ende mit einer Höhe von 652 m. Auf dem Hirmerberg steht ein Kreuz.
Am westlichen Ende des Johannisberges befindet sich auf einer Höhe von rund 604 m die denkmalgeschützte Wallfahrtskirche St. Johann Baptist. Zur Kirche führt ein Kreuzweg.
Der obere Teil des Johannisbergs wird von dem Ringwall Johannisberg eingenommen.

## Geographie

### Geographische Lage
Der Johannisberg liegt im Gebiet der Gemeinde Freudenberg.

### Naturräumliche Zuordnung
Der Johannisberg liegt im westlichen Naabgebirge, dem westlichsten Ausläufer des Oberpfälzer Waldes. Die naturräumlichen Haupteinheitengruppe, zu der der Johannisberg gehört, ist der Oberpfälzisch-Bayerische Wald.
Die Einzelblätter 1:200.000 zum Handbuch der naturräumlichen Gliederung Deutschlands gliedern das Gebiet folgendermaßen:
- 40 Oberpfälzisch-Bayerischer Wald
  - 401 Vorderer Oberpfälzer Wald
    - 401.3 Südwestlicher Niederer Oberpfälzer Wald
      - 401.39 Naabgebirge
        - 401.392 Westliches Naabgebirge[1][2]